# Ponthieva petiolata
Ponthieva petiolata là một loài lan native to the Lesser Antilles.